# Stora Älgö
Stora Älgö är en ö i Österåkers kommun ca 3 kilometer öster om Åkersberga. Ön består av cirka 80 fritidsfastigheter och under 2000-talet har antalet bofasta invånare varit ett fåtal. Ön trafikeras av Waxholmsbolaget. Stora Älgö ligger i Stockholms innerskärgård, norr om Vaxholm, väst om Grinda och precis där Trälhavet möter Västra Saxarfjärden. Väst om Stora Älgö går farleden Lerviksleden.
Närmaste orter på fastlandet är Flaxenvik och Lervik (ca 0,5–1 km båtväg). Grannöar är i norr Mjölkö, i väst Lilla Älgö och i söder Oranjeholmen. Mellan Stora Älgö och Mjölkö ligger en icke namngiven kobbe, vilken man med djupgående fritidsbåt kan passera både söder och norr om, men där norra sidan uppfattas som bredast.